# 日本福音ルーテル佐賀教会
日本福音ルーテル佐賀教会（にほんふくいんルーテルさがきょうかい）は、日本最古のルーテル教会で、日本におけるルーテル教会の伝道の最初の根拠になった場所である。

## 沿革
明治26年（1893年）の復活祭にあたる4月2日に、R・B・ピーリーとJ・A・B・シェーラーと山内量平により佐賀県佐賀市松原の住宅を改装した仮会堂で礼拝と伝道を行い、佐賀十字教会と称した。この日が日本福音ルーテル教会の始まりであるとされている。明治29年（1896年）以降は日本人伝道者育成のために私塾を開いた。
明治31年（1898年）に約60名の会員をもって教会を組織し、日本福音路帖教会と改めて、山内量平が初代牧師に就任した。明治32年（1899年）にはデンマーク人J・M・T・ウィンテルを迎え協力し、明治33年（1900年）に佐賀市花房小路に土地を取得して新会堂を建設した。
明治36年（1903年）、C・K・リッパード夫人によって幼稚園が設立された。
市内の米屋町や南十間端のほか、古城、久保田、多久、武雄にも伝道所を開設した。さらに、熊本と久留米にルーテル教会の活動の中心が移ると、佐賀市を中心に誕生した諸教会と共に、日本福音ルーテル佐賀教会へと改名した。

## 補註
1. ↑  高橋2003年、167-168頁